# 岩山三郎
岩山三郎（いわやま さぶろう、1920年10月8日-1996年5月24日）は、日本の美学・美術史学者。

## 略歴
東京生まれ。奈良県立奈良中学校、松山高等商業学校を経て、1943年東北帝国大学法文学部美学藝術学科卒、阿部次郎に師事した。卒業と同時に海軍予備学生隊に入隊、教育班に配属され、海軍兵学校教官を務めた。終戦後、東北大学大学院に進学し、49年より神戸大学文理学部に勤務。小林太市郎のもとで助手となった後、文学部・教養部等で講師・助教授・教授を務め、70年より文学部で芸術学の講座を担当した。84年定年退官、名誉教授となり、87年から91年にかけて宝塚造形芸術大学教授を務めた。95年勲三等旭日中綬章受章。96年逝去の後、叙正四位。
『美の哲学』では、ニーチェの言葉を手掛かりとしながら、残酷性や性的欲望、力の誇示本能と芸術との関係を分析し、芸術的価値の成立根拠を、「社会的疎外の否定性がエラン・ヴィタールの否定性に合致すること」、つまり「自己を社会的に疎外させ外化させることが苦でなく快でありうるような形式性の実験的試行に芸術家が成功するか否かにかかっている」という説を唱えた。梅原猛は「美に執念深く肉薄するこの本は、同時に人間における最も残酷なもの、怪奇なものを摘発してやまない。（中略）人間の暗黒面を見ないで通るのが哲学者の常識のようであるが、私はここに『非常識な』真の哲学者を見た」と称賛している。
『美術史の哲学』、『視覚との対話』では、原始時代から現代に及ぶ西洋美術の様式変遷を思想史的視野から考察し、「印象主義から表現主義、抽象主義を経てマニエリスムに至り、やがてアルカイスムを迎える」として未来の美術の方向も予見した。特にミイラ肖像画の様式変遷に注目し、それをまとめた『古代の没落と美術』は日本におけるミイラ肖像画の唯一の研究書となっている。

## 著書
- 『美の哲学 ニーチェによる芸術と人間の研究』創元社 1966
- 『美術史の哲学』創元社 1969
- 『古代の没落と美術 ミイラ肖像画とその時代』(美術選書)美術出版社 1973
- 『視覚との対話 象徴と暗喩としての美術史』美術公論社 1980